# Harsányi Lajos
Harsányi Lajos (Nagyigmánd, 1883. szeptember 29. – Győr, 1959. november 2.) magyar költő, író, római katolikus pap, a magyar katolikus líra egyik megújítója. 

## Életpályája
A bábolnai gazdaság irodatisztjének fia és egy falusi kántortanító unokaöccse volt. A győri bencésekhez került gimnáziumba. 1899-ben a középiskola ötödik osztályába már a budapesti Tavaszmező utcai állami gimnáziumban iratkozott be. Kamaszként belecsöppent a fővárosi szellemi életbe. A következő két évben Esztergomban folytatta a gimnáziumot, ahol lelki vezetője Prohászka Ottokár volt. Mikor Győrben érettségizett, már tudta, hogy papi szolgálatba lép. Teológiai tanulmányait Győrben végezte, ugyanott szentelték pappá négy évvel később, 1907 júniusában. Utána győri székesegyházi hitszónok és a Dunántúli Hírlap felelős szerkesztője. 1920-tól rábapatonai plébános, 1921-ben szentszéki tanácsos volt. 1929-ben a győri székeskáptalan tiszteletbeli kanonoka lett. Miközben egyházi pályája felfelé ívelt, költőként, íróként is egyre elismertebbé vált.

## Művei

### Verseskötetei
- Új vizeken (1907)
- Az élet muzsikája (1909)
- A Napkirály rokona (1911)
- Toronyzene (1917)
- A boldog költő (1926)
- Mi Cha Él? (1933)
- Harsányi Lajos válogatott költeményei (Bánhegyi Jób szerkesztette, Budapest, 1935)
- Holdtölte (1938)
- Esteli körmenet (1942)
- Harsányi Lajos összes versei (1943)
- Toronyzene (válogatás, 1969)
- Fegyverletétel (hátrahagyott versek, Budapest, 1992)
- A boldog költő. Harsányi Lajos Önarcképe és válogatott versei; sajtó alá rend. Bors Anikó; Győri Egyházmegyei Levéltár, Győr, 2015 (A Győri Egyházmegyei Levéltár kiadványai. Források, feldolgozások)

### Regényei
- A Szent Asszony (Pallas Irod. és nyomdai Rt., 1928)
- Az elragadott herceg (Budapest, 1930)
- A nem porladó kezű király (Budapest, 1934)
- Zúgó Márton (Budapest, 1937)
- Fejjel nagyobb mindenkinél (Budapest, 1940)
- Égi és földi szerelem (Budapest, 1941)